# Héctor Morán
Héctor Eduardo Morán Correa (Durazno, 13 de febrero de 1962) es un exfutbolista uruguayo. Jugaba en la posición de centrocampista. Se destacó principalmente como integrante del plantel de Nacional que obtuvo en 1988 la Copa Libertadores y la Copa Intercontinental. Formó parte de la selección uruguaya de fútbol.

## Trayectoria en clubes
Debutó en primera división en Cerro en 1985 procedente del Santa Bernardina de Durazno. .
En 1987 es traspasado a Nacional. Al año siguiente obtiene la Copa Libertadores 1988 (torneo en el que marcó un gol y fue expulsado en la final) y la Copa Intercontinental.
Es traspasado al equipo argentino del Club Deportivo Mandiyú de Corrientes en 1992, donde permanecería hasta 1995. En la última etapa con ese club fue dirigido por Diego Armando Maradona, quien asumió como su entrenador en octubre de 1994; Maradona nombró a Morán como capitán del equipo. Es recordado un famoso encontronazo de Morán con el jugador Blas Giunta en un partido, en el que el uruguayo le quiebra la clavícula de un golpe, luego de que el argentino insultara a su familia.
Jugaría luego en Olimpia de Paraguay, en la Unión Española de Chile y regresaría a su país para jugar en Cerro y en Central Español, donde se retiró en el año 1998.

## Trayectoria en la selección urguaya
Disputó 23 partidos con la selección celeste entre 1988 y 1993, habiendo marcado dos goles (ante Alemania y Perú, ambos en amistosos). Su primer partido fue contra el seleccionado de Colombia en un amistoso, el último fue frente a Brasil por las eliminatorias (ese fue también el último partido de Luis Cubilla como entrenador de Uruguay, técnico con el que fue titular la mayoría de los encuentros).
Participó de las Copas América de los años 1991 y 1993, siendo titular en todos los encuentros que disputó su equipo en dichos torneos.